# Benjamin Biolay
Benjamin Biolay (Villefranche-sur-Saône; 20 de enero de 1973) es un cantautor, compositor, músico y productor discográfico francés.
Es el hermano de la cantante Coralie Clément, cuyos dos discos ha escrito y producido, y exmarido de Chiara Mastroianni, hija de Catherine Deneuve y Marcello Mastroianni. 
Con la cantante Keren Ann, cuyos dos primeros álbumes ha coescrito y coproducido, contribuyó con algunas canciones al disco Chambre avec vue, la exitosa vuelta del cantante Henri Salvador. Ha trabajado como letrista, arreglador o productor para iconos de la música francesa como Juliette Gréco, Julien Clerc o Françoise Hardy y para otros artistas como Keren Ann, Isabelle Boulay, Heather Nova, Elodie Frégé o Valérie Lagrange. 
Considerado por la crítica el legítimo sucesor de la chanson francesa, en especial de Serge Gainsbourg, su estilo mezcla pop y jazz, con arreglos intimistas y en ocasiones sombríos.
En 2008, participó en la 43.ª edición del Festival de Jazz de San Sebastián.
Sus discos Palermo Hollywood y Volver fueron concebidos e inspirados en Argentina, que él considera su patria de adopción. Incluyen dúos con artistas argentinos, como Alika, Illya Kuryaki and the Valderramas o Miss Bolivia, que mezclan francés y español con sonoridades latinas.

## Discografía
- 1994: Live au Barbar, disco en directo como Benjamin Biolay & le Matéo Gallion.
- 1997: "La révolution", sencillo.
- 1998: "Le jour viendra", sencillo.
- 2002: Rose Kennedy (Virgin France),
- 2002: Remix (Virgin France), EP de remixes de Rose Kennedy.
- 2003: Négatif (EMI France), disco doble.
- 2004: Clara et moi (Virgin France), banda sonora de la película Clara et moi.
- 2004: Home (Virgin France), a dúo con su esposa Chiara Mastroianni.
- 2005: À l'origine (EMI France).
- 2007: Trash Yéyé (Virgin-EMI).
- 2009: La superbe (Naïve Records).
- 2011: Pourquoi tu pleures?
- 2011: Best of (Virgin-EMI).
- 2012: Vengeance (Naïve Records).
- 2015: Trenet.
- 2016: Palermo Hollywood (Barclay).
- 2017: Volver (Barclay).
- 2018: Songbook, a dúo con Melvil Poupaud.
- 2020: Grand Prix.
- 2020 Las apariencias (Les apparences)